# Remote Play
O Remote Play é um recurso dos consoles de videogame da Sony que permite transmitir o conteúdo da televisão para um dispositivo portátil local, uma função similar ao Off-TV Play do Wii U.
Inicialmente o recurso foi criado para a transmissão de conteúdo do PlayStation 3 para o PlayStation Portable, com somente alguns jogos compatíveis. Já no PlayStation 4, todos os jogos lançados para o console seriam compatíves, exceto aqueles que necessitassem de algum hardware específico como o PlayStation Eye, a conectividade inicialmente veio através do PlayStation Vita, sendo posteriormente estendida ao PlayStation TV, aos smartphones da linha Sony Xperia e aos computadores com sistema operacional Windows e Mac.